# Quetzaltenango (stad)
Quetzaltenango is een stad en gemeente in Guatemala en is de hoofdstad van het gelijknamige departement. De stad is gelegen in een dal op een hoogte van 2333 meter boven zeeniveau en wordt omgeven door vulkanen; de gemeente telt 165.000 inwoners.

## Geschiedenis
In de precolumbiaanse periode was Quetzaltenango een Mayastad genaamd Xelajú. Deze naam is afgeleid van Xe laju' noj dat "plaats naast tien bergen" betekent. De Guatemalteken duiden de stad in het dagelijks spraakgebruik vaak aan met de kortere en makkelijkere naam Xela (zeg: Sjeela). De stad zou al 300 jaar oud zijn geweest toen de Spanjaarden er voor het eerst arriveerden. De conquistador Pedro de Alvarado versloeg en vermoordde daar de Mayaleider Tecún Umán. Na de verovering van de stad in de jaren 1520 werd de naam veranderd in Quetzaltenango, zoals Xelajú door de Mexicaanse indianen genoemd werd.
Van 1838 tot 1840 was Quetzaltenango de hoofdstad van de staat Los Altos, deel van de Verenigde Staten van Centraal-Amerika. Toen de unie uiteenviel, werd Quetzaltenango veroverd door het leger van Guatemala onder leiding van Rafael Carrera. Hierdoor werd Quetzaltenango weer Guatemalteeks.
In de 19e eeuw werd koffie in dat gebied als belangrijkste gewas geïntroduceerd. De economie voer er wel bij, waardoor de stad mooie belle-époque-architectuur verkreeg. Deze is tot de dag van vandaag in de stad te vinden.
In 1902 werd de stad vrijwel volledig verwoest door een uitbarsting van de vulkaan Santa María.

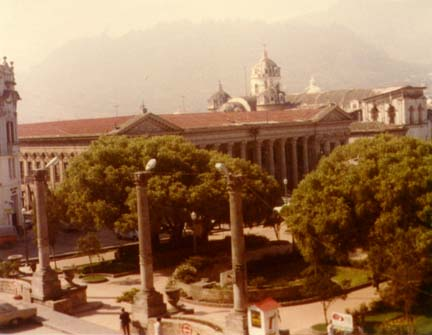
Oostzijde van het belangrijkste plein, 1979

## Geboren in Quetzaltenango
- Jacobo Arbenz Guzmán (1913-1971), president van Guatemala (1950-1954)
- Rolando Morán (1929-1998), guerrillaleider
- Jasmin Soto (1992), wielrenster